# Nevaio Edlin

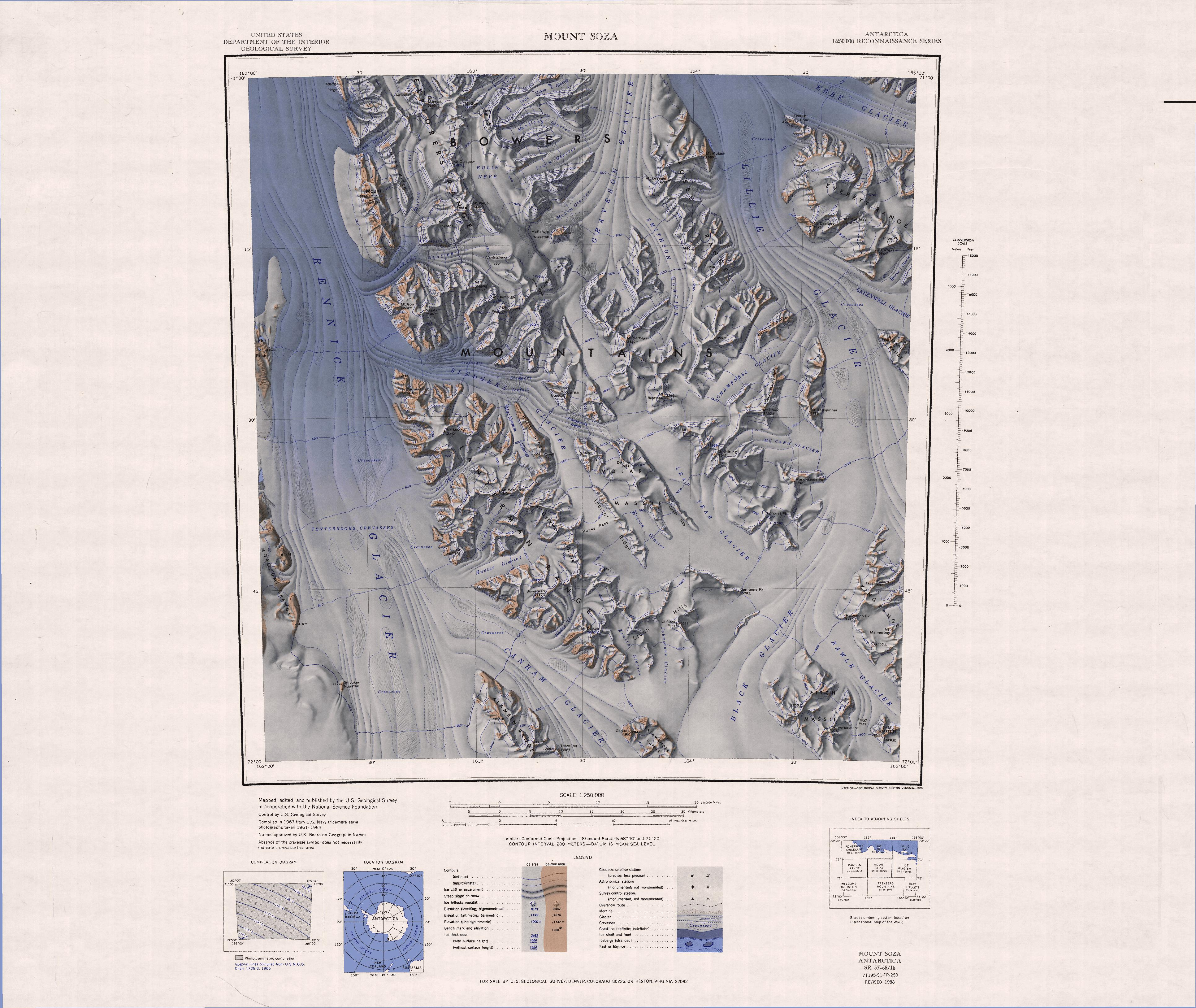
Una mappa topografica in scala 1:250.000 del nevaio Edlin, nella zona centrale della mappa, e delle montagne di Bowers.

Il nevaio Edlin è un vasto nevaio situato nell'entroterra della costa di Oates, nella Terra della Regina Vittoria, in Antartide. Il nevaio, che si trova in particolare sul versante meridionale del monte Sturm, nella parte meridionale dei monti Bowers, ed è centrato alle coordinate 71°10′S 163°06′E, alimenta diversi vasti ghiacciai, tra questi il Carryer, l'Irwin, il McLin  e il Graveson.

## Storia
Il nevaio Evans è stato così battezzato dalla spedizione neozelandese di ricognizione geologica in Antartide svoltasi nel 1967-68, in onore di G. Edlin, direttore del servizio postale presso la base di ricerca Scott e assistente di campo durante la suddetta spedizione.